# Amusina
Amusina is een geslacht van rechtvleugeligen uit de familie krekels (Gryllidae). De wetenschappelijke naam van dit geslacht is voor het eerst geldig gepubliceerd in 1928 door Hebard.

## Soorten
Het geslacht Amusina omvat de volgende soorten:
- Amusina kraussi Griffini, 1898
- Amusina mexicana Saussure, 1893